# Dawn of the 5th Era
Dawn of the 5th Era peti je studijski album finskog melodičnog death metal sastava Mors Principium Est. Album je 5. prosinca 2014. godine objavila diskografska kuća AFM Records.

## O albumu
Sastav je za pjesmu "Monster in Me" snimio glazbeni spot. 
Japanska inačica albuma kao bonus pjesmu sadrži obradu pjesme "California Dreamin’" grupe The Mamas & the Papas.

## Popis pjesama
| 1.    | »Enter the Asylum« (instrumental) | 1:32 |
| 2.    | »God Has Fallen«                  | 4:27 |
| 3.    | »Leader of the Titans«            | 5:23 |
| 4.    | »We Are the Sleep«                | 5:59 |
| 5.    | »Innocence Lost«                  | 3:54 |
| 6.    | »I Am War«                        | 4:35 |
| 7.    | »Monster in Me«                   | 4:38 |
| 8.    | »Apricity« (instrumental)         | 2:37 |
| 9.    | »Wrath of Indra«                  | 3:59 |
| 10.   | »The Journey«                     | 5:09 |
| 11.   | »The Forsaken«                    | 6:07 |
| 48:20 |                                   |      |

| Bonus pjesma s japanske inačice | Bonus pjesma s japanske inačice                       | Bonus pjesma s japanske inačice | Bonus pjesma s japanske inačice | Bonus pjesma s japanske inačice | Bonus pjesma s japanske inačice | Bonus pjesma s japanske inačice | Bonus pjesma s japanske inačice | Bonus pjesma s japanske inačice | Bonus pjesma s japanske inačice |
| Br.                             | Skladba                                               | Trajanje                        |                                 |                                 |                                 |                                 |                                 |                                 |                                 |
| ------------------------------- | ----------------------------------------------------- | ------------------------------- | ------------------------------- | ------------------------------- | ------------------------------- | ------------------------------- | ------------------------------- | ------------------------------- | ------------------------------- |
| 12.                             | »California Dreamin'« (obrada The Mamas & the Papasa) | 2:20                            |                                 |                                 |                                 |                                 |                                 |                                 |                                 |
| 50:40                           |                                                       |                                 |                                 |                                 |                                 |                                 |                                 |                                 |                                 |

## Zasluge
| Mors Principium Est - Mikko Sipola – bubnjevi - Ville Viljanen – vokali, produkcija - Teemu Heinola – bas-gitara, snimanje (bubnjeva i vokala) - Andy Gillion – gitara, programiranje, klavir, produkcija, snimanje (gitara, bas-gitare i klavira) - Kevin Verlay – gitara | Ostalo osoblje - Jan "Örkki" Yrlund – logotip - Thomas "PLEC" Johansson – miksanje, mastering - Alexander von Wieding – naslovnica, ilustracije, dizajn |